# Вінічне
Вінічне (словац. Viničné) — місто, громада округу Пезінок, Братиславський край, південно-західна Словаччина, Малокарпатський регіон. Кадастрова площа громади — 9,62 км².
Населення 2532 особи (станом на 31 грудня 2017 року).

## Історія
Вінічне згадується в 1425 році.

## Населення
| Рік:            | 1994. | 2004.    | 2014.    | 2024.    |
| --------------- | ----- | -------- | -------- | -------- |
| Кількість осіб: | 1419  | 1608     | 2249     | 2800     |
| Різниця:        |       | +13,31 % | +39,86 % | +24,49 % |

| Рік:            | 2023. | 2024. |
| --------------- | ----- | ----- |
| Кількість осіб: | 2800  | 2800  |
| Різниця:        |       | +0 %  |